# Portus Tiberinus
Le Portus Tiberinus est le premier port de la Rome antique, construit au bord du Tibre au pied du Capitole.
Sa construction remonte au VIe siècle av. J.-C. mais il devient vite insuffisant. Un autre port, l'Emporium est aménagé plus en aval sur le fleuve à partir du IIe siècle av. J.-C. mais le Portus Tiberinus est remanié sous Trajan et ses horrea reconstruits.

## Localisation
Il se situe sur la rive gauche du Tibre, en aval de la pointe de l'île Tibérine, au pied du Capitole. Il occupe, avec les horrea qui lui sont associés, la partie nord du forum Boarium, en limite du forum Holitorium. Le secteur dans lequel il est implanté est naturellement marécageux mais la construction de la Cloaca Maxima l'assainit progressivement, même s'il reste exposé aux crues du Tibre.
À l'époque moderne, l'emplacement du Portus Tiberinus se situe sous le Lungotevere dei Pierleoni et les anciens entrepôts se trouvent sous les bâtiments administratifs adjacents.

## Description
En l'absence de vestiges mais par analogie avec des équipements équivalents dans d'autres villes, les archéologues restituent un ensemble de débarcadères permettant l'accostage et l'amarrage des bateaux remontant le Tibre depuis Ostie, quel que soit le niveau du fleuve. Ces débarcadères débouchent sur une esplanade en relation avec les entrepôts (horrea) installés en retrait. Ces entrepôts font face, vers le sud, au péribole du temple de Portunus qui s'ouvre de ce côté. Les marchandises arrivent au Portus Tiberinus sur des barges qui remontent le Tibre depuis le port d'Ostie au terme d'un voyage de deux ou trois jours. Ces barges sont halées depuis les rives du Tibre par des bœufs ou des esclaves.
Un vaste complexe d'entrepôts destinés à stocker les marchandises débarquées par le port fluvial s'étend du nord au sud du forum Holitorium au temple de Portunus et d'ouest en est du Tibre aux temples à Fortuna et Mater Matuta sur une emprise de 8 000 m2. Cet emplacement permet un accès facile au Forum Romain à travers le Vélabre. Cet ensemble est clos, excepté du côté du fleuve, d'un mur d'enceinte percé de portes étroites pour sécuriser la zone et éviter les pillages. La nature des marchandises stockées dans les entrepôts du port est inconnue. Il s'agit très certainement de grain mais également d'huile d'olive ou d'autres denrées alimentaires comme le sel, voire des matériaux de construction.

## Histoire
La construction du port et des entrepôts est probablement contemporaine des premiers sanctuaires du forum, soit vers le VIe siècle av. J.-C.. Une rationalisation de ses aménagements semble être mise en œuvre en 179 av. J.-C. avec la construction du pont Æmilius. À l'époque impériale, il devient insuffisant pour assurer seul l'approvisionnement de Rome, mais il est cependant reconstruit, peut-être sous Trajan. Les quais sont alors rehaussés pour mieux protéger le port des inondations du Tibre et les horrea sont reconstruits sur un plan géométrique. Dès le début du IIe siècle av. J.-C., toutefois, les quais et les entrepôts de l'Emporium, le nouveau port fluvial aménagé le long des versants sud de l'Aventin, sont construits pour augmenter la capacité de Rome à recevoir et à stocker les marchandises transitant par le Tibre.